# Lawrencega solaris
Lawrencega solaris är en spindeldjursart som beskrevs av Robert A.Wharton 1981. Lawrencega solaris ingår i släktet Lawrencega och familjen Melanoblossiidae. Inga underarter finns listade i Catalogue of Life.